# Lijst van nummer 1-albums in de LP Top 20 in 1970
Onderstaande albums stonden in 1970 op nummer 1 in de LP Top 20 de voorloper van de huidige Media Markt Album Top 40. De LP Top 20 werd vanaf 6 december 1969 tweewekelijks samengesteld door Radio Veronica en het blad Stereo Revue. In de weken dat er geen nieuwe lijst verscheen werd de laatst verschenen lijst herhaald.
| Nummer | Datum        | Artiest                      | Titel                      |
| ------ | ------------ | ---------------------------- | -------------------------- |
| 1      | 3 januari    | The Beatles                  | Abbey road                 |
|        | 10 januari   | The Beatles                  | Abbey road                 |
| 2      | 17 januari   | The Rolling Stones           | Let it bleed               |
|        | 24 januari   | The Rolling Stones           | Let it bleed               |
| 3      | 31 januari   | The Cats                     | Colour us gold             |
|        | 7 februari   | The Cats                     | Colour us gold             |
|        | 14 februari  | The Cats                     | Colour us gold             |
|        | 21 februari  | The Cats                     | Colour us gold             |
| 4      | 28 februari  | Led Zeppelin                 | Led Zeppelin II            |
|        | 7 maart      | Led Zeppelin                 | Led Zeppelin II            |
|        | 14 maart     | Led Zeppelin                 | Led Zeppelin II            |
|        | 21 maart     | Led Zeppelin                 | Led Zeppelin II            |
| 5      | 28 maart     | José Feliciano               | Alive alive-o!             |
|        | 4 april      | José Feliciano               | Alive alive-o!             |
| 6      | 11 april     | Simon & Garfunkel            | Bridge over troubled water |
|        | 18 april     | Simon & Garfunkel            | Bridge over troubled water |
|        | 25 april     | Simon & Garfunkel            | Bridge over troubled water |
|        | 2 mei        | Simon & Garfunkel            | Bridge over troubled water |
|        | 9 mei        | Simon & Garfunkel            | Bridge over troubled water |
|        | 16 mei       | Simon & Garfunkel            | Bridge over troubled water |
|        | 23 mei       | Simon & Garfunkel            | Bridge over troubled water |
|        | 30 mei       | Simon & Garfunkel            | Bridge over troubled water |
|        | 6 juni       | Simon & Garfunkel            | Bridge over troubled water |
|        | 13 juni      | Simon & Garfunkel            | Bridge over troubled water |
|        | 20 juni      | Simon & Garfunkel            | Bridge over troubled water |
|        | 27 juni      | Simon & Garfunkel            | Bridge over troubled water |
|        | 4 juli       | Simon & Garfunkel            | Bridge over troubled water |
|        | 11 juli      | Simon & Garfunkel            | Bridge over troubled water |
|        | 18 juli      | Simon & Garfunkel            | Bridge over troubled water |
|        | 25 juli      | Simon & Garfunkel            | Bridge over troubled water |
|        | 1 augustus   | Simon & Garfunkel            | Bridge over troubled water |
| 7      | 8 augustus   | Crosby, Stills, Nash & Young | Déjà vu                    |
|        | 15 augustus  | Crosby, Stills, Nash & Young | Déjà vu                    |
|        | 22 augustus  | Crosby, Stills, Nash & Young | Déjà vu                    |
|        | 29 augustus  | Crosby, Stills, Nash & Young | Déjà vu                    |
|        | 5 september  | Crosby, Stills, Nash & Young | Déjà vu                    |
|        | 12 september | Crosby, Stills, Nash & Young | Déjà vu                    |
| 8      | 19 september | Golden Earring               | Golden Earring             |
|        | 26 september | Golden Earring               | Golden Earring             |
|        | 3 oktober    | Golden Earring               | Golden Earring             |
|        | 10 oktober   | Golden Earring               | Golden Earring             |
|        | 17 oktober   | Golden Earring               | Golden Earring             |
|        | 24 oktober   | Golden Earring               | Golden Earring             |
| 9      | 31 oktober   | Corry & de Rekels            | Corry & de Rekels 2        |
|        | 7 november   | Corry & de Rekels            | Corry & de Rekels 2        |
|        | 14 november  | Corry & de Rekels            | Corry & de Rekels 2        |
|        | 21 november  | Corry & de Rekels            | Corry & de Rekels 2        |
|        | 28 november  | Corry & de Rekels            | Corry & de Rekels 2        |
|        | 5 december   | Corry & de Rekels            | Corry & de Rekels 2        |
|        | 12 december  | Corry & de Rekels            | Corry & de Rekels 2        |
| 10     | 19 december  | The Cats                     | Take me with you           |
|        | 26 december  | geen LP Top 20 verschenen    | geen LP Top 20 verschenen  |

Lijsten van nummer 1-albums in de Nederlandse Album Top 100

1969 ·
1970 ·
1971 ·
1972 ·
1973 ·
1974 ·
1975 ·
1976 ·
1977 ·
1978 ·
1979 ·
1980 ·
1981 ·
1982 ·
1983 ·
1984 ·
1985 ·
1986 ·
1987 ·
1988 ·
1989 ·
1990 ·
1991 ·
1992 ·
1993 ·
1994 ·
1995 ·
1996 ·
1997 ·
1998 ·
1999 ·
2000 ·
2001 ·
2002 ·
2003 ·
2004 ·
2005 ·
2006 ·
2007 ·
2008 ·
2009 ·
2010 ·
2011 ·
2012 ·
2013 ·
2014 ·
2015 ·
2016 ·
2017 ·
2018 ·
2019 ·
2020 ·
2021 ·
2022 ·
2023 ·
2024 ·
2025

Lijsten van nummer 1-albums van de Stichting Nederlandse Top 40

1969 ·
1970 ·
1971 ·
1972 ·
1973 ·
1974 ·
1975 ·
1976 ·
1977 ·
1978 ·
1979 ·
1980 ·
1981 ·
1982 ·
1983 ·
1984 ·
1985 ·
1986 ·
1987 ·
1988 ·
1989 ·
1990 ·
1991 ·
1992 ·
1993 ·
1994 ·
1995 ·
1996 ·
1997 ·
1998 ·
1999 ·
2011 ·
2012 ·
2013 ·
2014 ·
2015
- Nederland
- Nederland (LP Top 20)